# Franz Alice Stern
Franz Alice Stern, pseudonimo di Francesco Stella (Bari, 20 settembre 1990), è un ingegnere, compositore e disc jockey italiano.

## Biografia
Francesco ha iniziato a studiare musica da piccolissimo (4 anni) per poi continuare gli studi di pianoforte e composizione in età adolescenziale. È entrato in contatto, per la prima volta, con la musica elettronica, in tenera età, appassionandosi a musicisti come i Kraftwerk e Plastikman. Sicuramente il suo background "classico" lo ha aiutato a definire uno stile molto personale; è infatti molto facile riconoscere le sue produzioni, che fondono gli arpeggi di Johann Sebastian Bach con drums e bassi provenienti dalla techno di Detroit. Ha iniziato ad esibirsi nei locali della sua città a soli 13 anni, usando diversi pseudonimi, ma la prima release firmata Franz Alice Stern è arrivata nel 2014, sull'etichetta tedesca Trapez LTD. Il suo primo EP (K8), ha riscosso da subito numerosi consensi, permettendogli così di approdare su Poesie Musik, branca della più famosa etichetta Get Physical Music. Nel 2015 si è trasferito a Berlino, svolta da lui stesso definita cruciale per la sua crescita artistica. Sempre nello stesso anno ha rilasciato numerosi singoli e remix, come ad esempio One Of These Days (Franz Alice Stern Remix) di Fritz Kalkbrenner. Il suo remix di Supergirl, brano premiato con due dischi di platino, è stato sicuramente una delle club hit del 2015, come dichiarato da diverse testate giornalistiche. Nonostante ciò l'artista è stato fortemente criticato per essersi discostato dalle sonorità più underground per abbracciare quelle più commerciali. Nel 2016 è tornato su Trapez Limited con Normal Minds EP, che lo ha visto impegnato ancora una volta in collaborazioni con altri artisti di caratura internazionale; anche questa volta la sua release è stata un successo. Il suo brano Gravity, rilasciato da Parquet Recordings nell'estate del 2016, ha scalato rapidamente le classifiche mondiali. I suoi brani vengono regolarmente suonati e supportati da artisti di caratura mondiale come Richie Hawtin, Dominik Eulberg e Lucien N Luciano; Franz è inoltre inserito in una speciale lista dei 100 musicisti elettronici di maggior successo secondo Beatport e la sua rivisitazione di Rauschhaus - The End Of All Things su Submarine Vibes è stata inserita al 74º posto delle tracce più vendute nel 2016 secondo Traxsource. È ospite con cadenza settimanale, delle migliori consolle europee e internazionali, ha inoltre debuttato all'ADE nel 2016, poco prima di entrare a far parte dell'etichetta tedesca Katermukke.
Ad agosto 2017 Pure FM annuncia l'uscita di due suoi remix confezionati per Roderic.
Ad ottobre 2018, i magazine di musica elettronica When We Dip e Electronic Groove annunciano l'uscita del suo nuovo EP White And Black sull'etichetta francese Lost On You, il 100% dei ricavi verrà donato in beneficenza.
Dal 2016 ha iniziato a comporre colonne sonore e secondo fonti vicine all'artista, verrà prossimamente rilasciato un album che raccoglie i suoi principali lavori.

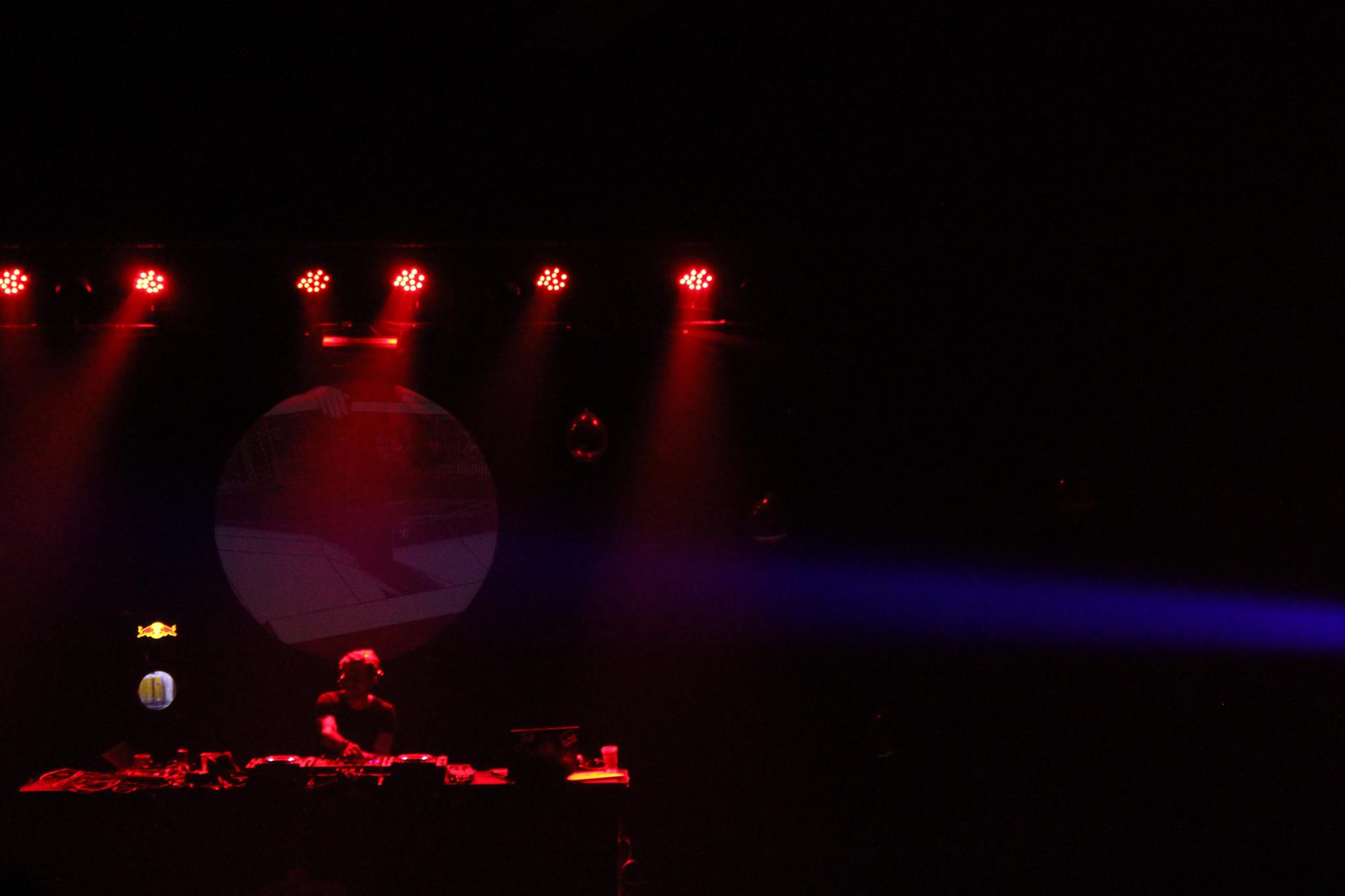
Franz in una sua performance a Sarajevo (Bosnia) 2017

## Vita privata
Ha studiato Giurisprudenza presso l'Università degli Studi di Bari e dal 2013 è impegnato socialmente nella lotta alla povertà sostenendo fortemente diverse organizzazioni umanitarie come UNHCR e UNICEF economicamente e personalmente, non è infatti insolito trovarlo all'opera in campi di accoglienza tedeschi e italiani. Ha studiato ingegneria audio a Londra presso la Point Blank Music School.
Dal 2015 risiede a Berlino.

## Discografia Parziale
Fonti estratte da Discogs

### Originals
- 2014 K8 EP // Trapez LTD
- 2014 To Survive // Get Physical Music
- 2015 2nd State // Modernsoul
- 2015 Pretending // Parquet Recordings
- 2015 Adagio In Dmin // Traum Schallplatten
- 2015 North Winds EP // With Compliments
- 2016 Normal Minds EP // Trapez LTD
- 2016 IMmaterial EP // Click Records
- 2016 Gravity // Parquet Recordings
- 2016 Pride And Prejudice // Katermukke
- 2016 Nirvana // Polymath
- 2017 Glory Way // Traum Schallplatten
- 2017 Odi Et Amo // Katermukke
- 2018 White And Black EP // Lost On You
- 2018 A New End EP // Katermukke[14][15]
- 2019 Loud Silence // Bar25

### Remixes
- 2015 Marius Franke - Nails (Franz Alice Stern Remix) // MBF LTD
- 2015 Fynn - Here's My Soul (Franz Alice Stern Remix) // Get Physical Music
- 2015 Jonas Woehl - Leaving Me (Franz Alice Stern Remix) // Lenient Tales
- 2015 Teho - Cliche (Franz Alice Stern Remix) // Parquet Recordings
- 2015 Fritz Kalkbrenner - One Of These Days (Franz Alice Stern Remix) // SUOL
- 2015 Anna Naklab feat. Alle Farben & Younotus - Supergirl (Franz Alice Stern Remix) // Sony Music Entertainment[16]
- 2015 YouKey - Separated Sky (Franz Alice Stern Remix) // Get Physical Music
- 2015 Groove Squared - A.I. (Franz Alice Stern Remix) // OGOPOGO
- 2015 Alexandre Allegretti, Riccii - Survival (Franz Alice Stern Remix) // Making You Dance
- 2016 Ramon Tapia - Split Second (M.in & Franz Alice Stern Remix) // My Favourite Freaks &  Toolroom
- 2016 Bondi - You've Been Fooled (Franz Alice Stern Remix) // Konzeptions
- 2016 Leonard Bywa - Awe (Franz Alice Stern Remix) // With Compliments
- 2016 Fynn - Altered State (Franz Alice Stern Remix) // Get Physical Music
- 2016 Rauschhaus - The End Of All Things (Franz Alice Stern Remix) // Submarine Vibes
- 2016 Allies For Everyone - The Slow (Franz Alice Stern Remix) // Constant Circles
- 2016 Black Shape - Doom Room (Franz Alice Stern Remix) // Tiptop Audio Records
- 2017 Roderic - No Name (Franz Alice Stern AZ422 Mix) // Katermukke
- 2017 Roderic - No Name (Franz Alice Stern Latenight Mix) // Katermukke
- 2017 Hibrid - Flower The Black (Franz Alice Stern Remix) // Submarine Vibes[17]
- 2018 DJ Zombi - Lovely (Franz Alice Stern Remix) // Beatboutique
- 2018 Thomas Maschitzke - Dementora (Franz Alice Stern Remix) // Geistzeit
- 2018 Nils Hoffmann - Drift (Franz Alice Stern Remix) // Get Physical Music[18]
- 2018 D-Formation - Stein (Franz Alice Stern Remix) // Beatfreak Recordings
- 2018 SolarSolar - Why Do I (Franz Alice Stern Remix) // Mango Alley
- 2019 Rafael Cerato & Teologen - Divine (Franz Alice Stern Remix) // Einmusika Recordings

### Mix
- 2016 Inner Pocket Moves Vol.3 Mixed By Franz Alice Stern // Trapez LTD[19]